# Garcinia celebica
Garcinia celebica är en tvåhjärtbladig växtart som beskrevs av Carl von Linné. Garcinia celebica ingår i släktet Garcinia och familjen Clusiaceae. Inga underarter finns listade i Catalogue of Life.